# Ophthalmitis punctifascia
Ophthalmitis punctifascia là một loài bướm đêm trong họ Geometridae.